# Hagenowinoides
Hagenowinoides es un género de foraminífero bentónico de la familia Textulariellidae, de la superfamilia Ataxophragmioidea, del suborden Ataxophragmiina y del orden Loftusiida. Su especie tipo es Hagenowinoides alveolarum. Su rango cronoestratigráfico abarca el Holoceno.

## Discusión
Clasificaciones previas incluían Hagenowinoides en el suborden Textulariina del orden Textulariida o en el orden Lituolida.

## Clasificación
Hagenowinoides incluye a la siguiente especie:
- Hagenowinoides alveolarum